# John Jay Engel
John Jay Engel (1941) es un botánico y briólogo estadounidense. Ha sido curador de briófitas en el Museo Field de Chicago.

## Algunas publicaciones
- j.j. Engel, g.l. Merrill. 1996 [1995]. Austral Hepaticae 23. New taxa and new combinations in Telaranea Spruce ex Schiffn.(Lepidoziaceae). Phytologia, 79: 250-253

### Libros
- j.j. Engel, david Glenny. 2008. Ed. St. Louis, Mo. Missouri Bot. Garden Press. Monographs in systematic botany from the Missouri Botanical Garden 110

- ----------------. 1990. Falkland Islands (Islas Malvinas) Hepaticae and Anthocerotophyta : a taxonomic and phytogeographic study. Ed. Chicago, Ill. : Field Museum of Natural History, Fieldiana 25, viii + 209 pp. ISBN 9781930723665 ISBN 1930723660
- La abreviatura «J.J.Engel» se emplea para indicar a John Jay Engel como autoridad en la descripción y clasificación científica de los vegetales.[2]